# Geay (Charente-Maritime)
Geay é uma comuna francesa na região administrativa da Nova Aquitânia, no departamento de Charente-Maritime. Estende-se por uma área de 15,9 km². Em 2010 a comuna tinha 772 habitantes (densidade: 48,6 hab./km²).